# Ploso Rejo
Ploso Rejo is een bestuurslaag in het regentschap Blora van de provincie Midden-Java, Indonesië. Ploso Rejo telt 2413 inwoners (volkstelling 2010).